# Александровичі (малоросійське дворянство)
Александровичі (пол. Aleksandrowicz, рос. Александровичи) — дворянський рід.

## Походження
Нащадки Олександра (Александра), бурмістра Київського магістрату (XVIII ст.).  

## Опис герба
Щит розділений діагонально до правого нижнього кута на дві частини, в правому полі пурпурового кольору розташована срібна стріла, що летить вниз. У лівій частині блакитного поля щита зображено золотий хрест на червоному серці з птицею (чайка або поморник) на хресті. 
Щит увінчаний дворянським шоломом і короною, на якій знаходиться Фортуна (богиня удачі) тобто: нага діва з вітрилом в руках. Намет на щиті блакитного кольору, підкладений золотом..

## Представники роду
- Александрович, Митрофан Миколайович (1837—1881) — український етнограф, історик, письменник.